# Pavel Bareisha
Pavel Bareisha (né le 16 février 1991) est un athlète biélorusse, spécialiste du lancer de marteau.

## Carrière
Le 29 avril 2015, il porte son record à 77,03 m à Jablonec nad Nisou, ce qui le qualifie pour les Championnats du monde à Pékin. En 2014, il avait terminé 10e des Championnats d'Europe 2014 à Zurich, avec un lancer de 74 m.
Le 25 août 2017, il remporte la médaille d'argent de l'Universiade de Taipei avec 77,98 m.

## Palmarès
| Date | Compétition                       | Lieu    | Résultat | Marque  |
| ---- | --------------------------------- | ------- | -------- | ------- |
| 2010 | Championnats du monde juniors     | Moncton | 6e       | 73,23 m |
| 2014 | Championnats d'Europe             | Zurich  | 10e      | 74,67 m |
| 2015 | Universiade                       | Gwangju | 2e       | 75,75 m |
| 2017 | Championnats d'Europe par équipes | Lille   | 2e       | 77,52 m |
| 2017 | Championnats du monde             | Londres | 9e       | 75,86 m |
| 2017 | Universiade                       | Taipei  | 2e       | 77,98 m |
| 2018 | Championnats d'Europe             | Berlin  | 4e       | 77,02 m |

## Records
| Épreuve           | Performance | Lieu  | Date        |
| ----------------- | ----------- | ----- | ----------- |
| Lancer du marteau | 78,60 m     | Brest | 21 mai 2016 |